# Renate Bekmann-Appelqvist
Renate Bekmann‑Appelqvist, även känd som Renate Stoebke, född 1940 i Hamburg, är en tysk‑finländsk språkvetare, främst fennist.
Renate Bekmann‑Appelqvist blev filosofie doktor i finska vid Hamburgs universitet 1966 (avhandlingen utgiven i bokform 1968). Avhandlingen behandlar adpositioner i östersjöfinska språk, och vore enligt Mark J. Dresden ett grundligt arbete med fakta och analyser av värde för forskare i finsk‑ugriska språk, indoeuropeiska språk och allmän lingvistik. Hon flyttade till Finland 1967 och blev lektor i [tyska] vid Åbo Akademi fram till 1 januari 2004. Hon har även ägnat sig åt austronesiska språk och tok pisin.